# Oś czasu misji New Horizons
W artykule zawarto chronologiczną listę znaczących wydarzeń związanych ze startem, fazami przejściowymi, a także późniejszymi znaczącymi wydarzeniami związanymi z misją sondy New Horizons.

## Wydarzenia minione (Etap przygotowań)
- 8 stycznia 2001: Zespół ds. Propozycji po raz pierwszy spotyka się twarzą w twarz w Laboratorium Fizyki Stosowanej Uniwersytetu Johnsa Hopkinsa[1]
- 5 lutego 2001: Wybrano nazwę sondy – New Horizons[1][2].
- 6 kwietnia 2001: propozycja nazwy „New Horizons” przesłana do NASA. Była to jedna z pięciu złożonych propozycji, z których tylko dwie wybrano do fazy A: POSSE (Pluto and Outer Solar System Explorer) i New Horizons[1].
- 29 listopada 2001: propozycja nazwy New Horizons została wybrana przez NASA. Początek badań nad fazą B.[3]
- Marzec 2002: Budżet misji został anulowany przez administrację prezydenta Busha, później zmieniony..[4][5]
- 13 czerwca 2005: Statek kosmiczny opuścił Laboratorium Fizyki Stosowanej w celu przeprowadzenia ostatecznych testów. Przechodzi końcowe testy w Centrum Lotów Kosmicznych Goddarda[6].
- 24 września 2005: Statek kosmiczny wysłany do Przylądku Canaveral Został przetransportowany przez bazę sił powietrznych Andrews na pokładzie samolotu towarowego C-17 Globemaster III[7].
- 17 grudnia 2005: Statek kosmiczny gotowy do etapu pozycjonowania. Przeniesiony z zakładu obsługi niebezpiecznej do zakładu integracji pionowej w Space Launch Complex 41.[8]
- 11 stycznia 2006 r.: Otwarto główne okno uruchamiania. Start został opóźniony z powodu dalszych testów[9].
- 16 stycznia, 2006: Rakietę przeniesiono na platformę startową. Wyrzutnia Atlas V o numerze seryjnym AV-010, wprowadzona na platformę[10].
- 17 stycznia, 2006: Start opóźniony. Próby startu pierwszego dnia nie powiodły się z powodu niedopuszczalnych warunków pogodowych (silny wiatr).
- 18 stycznia 2006: Start ponownie opóźniony. Druga próba nie powiodła się z powodu przerwy w dostawie prądu w Laboratorium Fizyki Stosowanej[11].

## Wydarzenia minione (po starcie)
- 19 stycznia 2006 – udany start o 19:00 UTC (14:00 EST), po krótkim opóźnieniu spowodowanym silnym wiatrem i przerwą w zasilaniu[12].
- 20 stycznia 2006 – przelot poza orbitę Księżyca. Odległość od Ziemi wyniosła 413 892 km.
- 7 kwietnia 2006 – minięcie przez sondę orbity Marsa. Odległość od Ziemi wyniosła 93 541 123 km.
- 13 czerwca 2006 – przelot w odległości około 102 000 km od planetoidy (132524) APL, o średnicy około 5 km, orbitującej dookoła Słońca między orbitami Marsa i Jowisza w pasie planetoid.
- 28 lutego 2007 – przelot koło Jowisza celem przyspieszenia sondy przy wykorzystaniu asysty grawitacyjnej. Minięcie planety nastąpiło o godzinie 05:43:40 UTC w odległości 2 304 537 km (poza orbitą jowiszowego księżyca Kallisto). Podczas wykonywania tego manewru sonda została przyspieszona do maksymalnej prędkości podczas misji wynoszącej 22,85 km/s, czyli 82 260 km/h (jest to prędkość sondy względem Słońca)[13]. W tym czasie sonda wykonała badania magnetosfery i atmosfery planety oraz kilku księżyców. Zrobiła między innymi bardzo dobre zdjęcia księżyca Io i jego aktywności wulkanicznej[14].
- 25 września 2007 – dokonano korekty trajektorii sondy. O godzinie 20:04 na 15 min i 37 s uruchomiony został silnik, co spowodowało przyrost prędkości o 2,37 m/s[15].
- 8 czerwca 2008 – sonda z prędkością 18,26 km/s (65 736 km/h) minęła orbitę Saturna. Po 870 dniach lotu sondy odległość od Słońca wyniosła 10,06 j.a., czyli ponad 1,5 mld kilometrów. Sonda, po wzbudzeniu i serii testów została ponownie wyłączona, aż do momentu mijania orbity Urana w roku 2011.
- 29 grudnia 2009 – sonda znalazła się bliżej Plutona niż Ziemi.
- 18 marca 2011 – minięcie przez sondę orbity Urana.
- 10 lipca 2013 – wykonanie i przesłanie pierwszego zdjęcia Plutona i Charona.
- 25 października 2013 – sonda znalazła się w odległości 5 au od Plutona[16].
- 24 sierpnia 2014 – minięcie przez sondę orbity Neptuna.
- 6 grudnia 2014 – sonda została wybudzona, co oznacza, że rozpoczęła się realizacja głównej misji. W tym czasie New Horizons dzieliła od Plutona odległość 260 mln km. Informacja o udanym wybudzeniu dotarła do kontrolerów w stacji Deep Space Network w Australii po czterech godzinach i 26 minutach[14].
- 15 stycznia 2015 – sonda rozpoczęła obserwację Plutona[17].
- 25–27 stycznia 2015 – przy pomocy kamery LORRI wykonano pierwsze w 2015 roku zdjęcia Plutona z odległości 203 mln km. Na zdjęciach widoczny był Pluton i jego największy księżyc Charon. Sonda pędziła w kierunku Plutona z prędkością prawie 50 tys. km/h, zbierając informacje o przestrzeni międzyplanetarnej[17].
- 10 marca 2015 – został wykonany manewr korygujący trajektorię lotu[17].
- 12 kwietnia 2015 – rozpoczęcie operacji zbliżania do układu Plutona.
- pierwsza połowa kwietnia 2015 – sonda wykonała zdjęcia, na których są widoczne struktury powierzchni Plutona. Zdjęcia były wykonane z odległości 110 milionów km. Widoczne są jasne i ciemne plamy. Jasny obszar w okolicach jednego z biegunów może być czapą polarną. Na zdjęciach widoczny był księżyc Charon[18][19].
- od połowy maja 2015 układ Plutona i jego pięciu księżyców widać lepiej niż na zdjęciach wykonanych przez Kosmiczny Teleskop Hubble’a[17].
- 14 lipca 2015 – przelot koło Plutona o godzinie 11:49:57 UTC (13:49:57 czasu polskiego)[20] w odległości około 12 500 km od jego powierzchni[21][22] przy prędkości 13,78 km/s.
- 14 lipca 2015 – przelot koło Charona około godziny 12:04 (UTC)[20] w odległości około 27 000 km[23] przy prędkości 13,87 km/s.
- 15 lipca 2015 – do centrum kontroli lotów dotarł sygnał z sondy potwierdzający dobry stan New Horizons po przelocie obok Plutona. Przekazanie wszystkich danych może potrwać około 16 miesięcy[24].
- 5 września 2015 – początek przesyłania danych zgromadzonych przez sondę w trakcie przelotu obok Plutona. Przesyłanie danych zapisanych na kartach pamięci potrwa około szesnastu miesięcy. Od końca lipca sonda przesyłała tylko informacje zebrane przez instrumenty badające cząsteczki energetyczne, wiatr słoneczny i pył kosmiczny[25].
- 22 października 2015 – pierwszy manewr mający na celu skierowanie sondy w kierunku (486958) Arrokoth[26].
- 25 października 2015 – drugi manewr[26].
- 28 października 2015 – kolejny, trzeci, manewr kierujący New Horizons w kierunku planetoidy z Pasa Kuipera[26].
- 4 listopada 2015 – zakończył się sukcesem czwarty, ostatni, manewr sondy, który miał na celu skierowanie New Horizons w kierunku obiektu (486958) Arrokoth (2014 MU69). Przeprowadzone manewry „popchnęły” sondę trochę w bok z prędkością 57 m/s. Naukowcy mieli nadzieję na przelot w pobliżu 2014 MU69 w odległości jeszcze mniejszej niż w przypadku Plutona. Manewr miał miejsce gdy sonda znajdowała się 135 milionów kilometrów za Plutonem i ponad 5,1 mld km od Ziemi. W tym czasie poruszała się z prędkością 50 tysięcy km/godz. i znajdowała się około 1,44 mld km od Arrokoth. Wszystkie systemy sondy pracowały prawidłowo i New Horizons kontynuował przesyłanie danych zgromadzonych podczas przelotu obok Plutona[26].
- 2016 – na początku roku zespół misji New Horizons planował złożyć do NASA wniosek o przedłużenie misji do 2014 MU69[26].
- 17 maja 2016 – sonda zbadała kolejny obiekt z Pasa Kuipera, planetoidę 1994 JR1 z odległości ponad 100 mln km. Ustalono, że nie jest to, jak podejrzewano, odległy quasi-księżyc Plutona oraz wyznaczono jego okres obrotu (5,5 godziny)[27].
- w połowie 2016 NASA zaakceptowała przedłużenie misji sondy, w celu dotarcia do obiektu 2014 MU69[28].
- 25 października 2016 – NASA otrzymała ostatni zestaw danych od sondy. Zestaw obejmował sekwencje obserwacji Plutona i Charona wykonanych przez instrument Ralph/ LEISA. W tym czasie sonda znajdowała się około pięć miliardów km od Ziemi (5 godzin i 8 minut świetlnych). Po weryfikacji danych sonda otrzyma polecenie wyczyszczenia zapisów, aby zwolnić miejsce dla danych, które będą zbierane w ramach Kuiper Belt Extended Mission[29].
- 5 grudnia 2017 roku za pomocą kamery LORRI zostało wykonane rutynowe zdjęcie kalibracyjne jednej z galaktycznych gromad otwartych. Sonda znajdowała się wtedy 6,12 miliarda kilometrów od Ziemi (40,9 au). To zdjęcie stało się najdalej w historii wykonanym zdjęciem po tym, jak pobiło rekord ustanowiony ponad 27 lat wcześniej przed sondę Voyager 1. Zaledwie dwie godziny później New Horizons pobiła swój własny rekord, wykonując zdjęcia obiektów Pasa Kuipera: 2012 HZ84 i 2012 HE85[30][31][32][33][34].
- 9 grudnia 2017 roku sonda wykonała najodleglejszy w historii manewr korekty kursu, kierując się w stronę obiektu Pasa Kuipera o nazwie (486958) 2014 MU69[30].
- 5 czerwca 2018 roku zakończył się ostatni okres hibernacji przed przelotem obok (486958) Arrokoth (2014 MU69). Od tego momentu rozpoczęła się faza aktywnego zbliżania sondy do celu[35].
- 16 sierpnia 2018 roku kamery zainstalowane na sondzie wykonały zdjęcia, na których, pomimo gęstego pola gwiazd w tle, widać mały, ciemny obiekt znajdujący się wciąż ponad 160 milionów kilometrów od niej. Ultima Thule, jak prowizorycznie nazywano kolejny cel, była dokładnie tam, gdzie przewidzieli naukowcy. Rekord zdjęcia wykonanego najdalej od Słońca znów został pobity. Obserwacja pomogła doprecyzować trajektorię lotu[36].
- 3 października 2018 roku sonda wykonała korektę trajektorii. Silniki zostały włączone na trzy i pół minuty. Spowodowało to zmianę prędkości o 2,1 m/s. Manewr ten pobił kolejny rekord misji – była to najodleglejsza korekta kursu przeprowadzona przez sondę kosmiczną w historii[37].
- 2 grudnia 2018 roku, na niecały miesiąc przed przelotem, konieczne było dodatkowe odpalenie silników do korekty kursu. Odpalono je na 105 sekund, które zmieniły prędkość sondy o ponad 1 metr na sekundę. Potwierdzenie udanego manewru otrzymano po ponad 6 godzinach – tyle czasu potrzebowały sygnały radiowe, aby dotrzeć na Ziemię z odległości 5,48 miliarda kilometrów. Był to najdalszy manewr korekty kursu w historii badań Układu Słonecznego. Wprowadził on sondę na trajektorię, by zbliżyła się na 3500 km do swojego celu[38].
- 1 stycznia 2019 – przelot w pobliżu (486958) Arrokoth[39], obiektu znajdującego się w odległości 43,4 au. Przelot nastąpił o godzinie 6:33 czasu polskiego[38].
- styczeń 2019 – profilowanie otoczenia gazowego i pyłowego (486958) Arrokoth[40].
- marzec 2019 – obserwacja obiektu Pasa Kuipera 2014 PN70, który był celem alternatywnym dla (486958) Arrokoth. Obiekt był widoczny dla kamer sondy jedynie jako kropka, jednak zdjęcia miały dostarczyć informacji na temat jego okresu obrotu, właściwości powierzchni, kształtu i ewentualnych satelitów[41].

## Aktualne zadania
- 2019-2020 – wysyłanie danych naukowych, zebranych podczas przelotu w pobliżu (486958) Arrokoth i 2014 PN70[40].